# Marcel Bourdarias

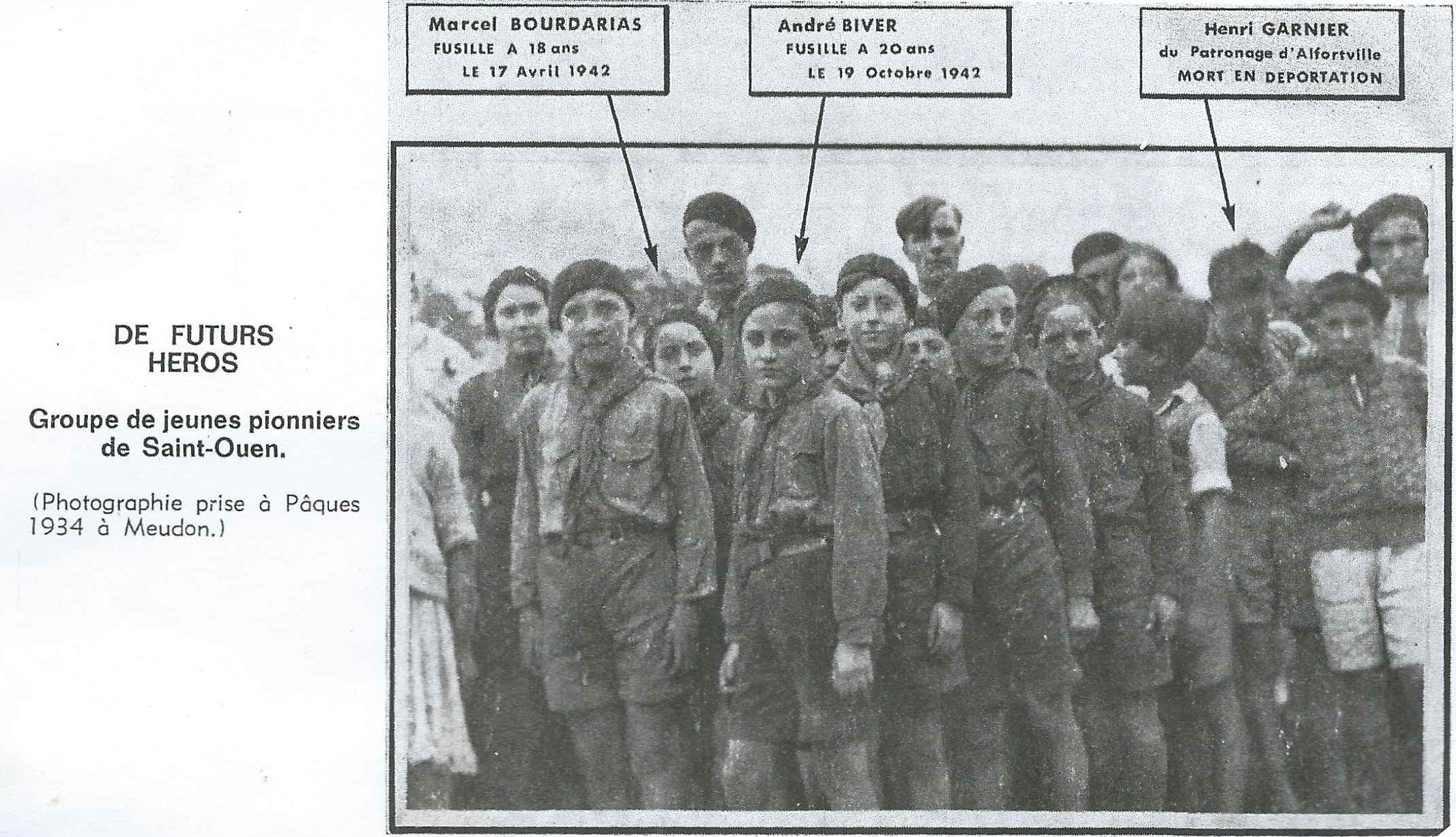
Groupe de Pionniers en 1934, avec notamment Marcel Bourdarias, futur résistant communiste, à 10 ans.

Marcel Bourdarias est un résistant communiste français né le 23 janvier 1924 à Paris, mort le 17 avril 1942, fusillé par les Allemands au Mont-Valérien à l'âge de 18 ans. 
Engagé dans les Bataillons de la Jeunesse, organisation de Résistance d'obédience communiste, il participe notamment au commando de Nantes, qui, le 20 octobre 1941, exécute Karl Hotz, le responsable des troupes d’occupation pour le département de Loire-Inférieure, déclenchant en représailles l'exécution de 48 otages à Châteaubriant, Nantes et Paris.

## L'enfance
Né dans une famille ouvrière, il passe son enfance dans la banlieue parisienne, à Alfortville avec ses frères et sœurs. Il fréquente successivement l'école primaire de la rue Villeneuve, puis les cours professionnels de l'école Arago à Paris. Il participe aux activités du patronage laïque et des pionniers de Saint-Ouen. Albert Ouzoulias semble avoir enquêté auprès de ses camarades d'école et de ses maîtres, qui gardaient de lui le souvenir d'un élève studieux,  affectueux et discipliné, posant de nombreuses questions notamment sur l'origine  de la société et les mécanismes de l'organisation sociale.
En 1930, son cousin Louis Boudarias décède, mal soigné par l'armée française lors de son service militaire en raison de ses idées communistes.

## 1941: les Bataillons de la jeunesse
Il adhère aux Jeunesses communistes en 1940, et est intégré sous le  pseudonyme d'« Alain » en août 1940 au premier groupe des Bataillons de la Jeunesse formé par Fabien avec Maurice le Berre et Jacques d'Andurain. Marcel Bourdarias est parmi la vingtaine de jeunes communistes qui participent du 15 au 17 août 1941 au camp de formation de Lardy sous la houlette d'Albert Ouzoulias et de Fabien. Il est sans doute le plus jeune de ces « stagiaires ».

## Les premiers attentats
Il semble que Bourdarias participe à sa première action le 14 août 1941 : il assure avec d'Andurain la protection de Le Berre qui lance deux bouteilles incendiaires dans les entrepôts de la manufacture nationale des isolants à Vitry-sur-Seine, laquelle travaillait pour l'armement allemand,. Le 19 septembre, il participe à une opération au cocktail Molotov contre un garage de l'armée allemande, dans le XVIIe arrondissement de Paris. Cette opération réunit le groupe Le Berre, le groupe Brustlein et un groupe d'étrangers dont le chef est Conrad Miret i Musté.

## L'attentat de Nantes
En octobre 1941, il est envoyé en commando à Nantes avec Gilbert Brustlein et Spartaco Guisco, l'ainé du groupe, un Français d'origine italienne, ancien des Brigades internationales, qui vient du groupe Miret-Muste. Les trois jeunes résistants installent leur tente vers le 15 octobre dans un champ, à proximité du domicile d'un vieux militant. Ils projettent de saboter une ligne de chemin de fer et attendent quelques jours des explosifs que doit leur faire parvenir Marcel Paul. Le 18 octobre, ils rencontrent Fabien venu à Nantes inspecter ses troupes. Le 19 octobre, alors que Brustlein cherche dans la ville un officier à abattre, Guisco et Bourdarias sont aux prises avec des problèmes techniques de détonateurs.
À l'aube du lundi 20, le groupe parvient à provoquer une explosion qui sectionne un rail sur une longueur de 50 cm. Ensuite, alors que Brustlein et Guisco partent à la recherche d'un officier allemand à abattre et qu'ils tuent finalement Karl Hotz le Feldkommandant de Loire-Inférieure, Bourdarias est chargé de contrôler le résultat de l'opération de sabotage (en l'occurrence, il n'en résultera aucun déraillement). 
L'attentat contre Karl Hotz entraîne, le 22 octobre, l'exécution de 48 otages à Châteaubriant (27), Nantes (16) et Paris (5). Il ne sera pas revendiqué par le PCF avant 1950. 
Sur les 48 otages, voir la page Représailles après la mort de Karl Hotz, les otages sont essentiellement communistes, le plus connu (parce qu’il est le plus jeune) est Guy Môquet, un jeune militant des Jeunesses communistes de 17 ans.
Dans la ville de Nantes, l'attentat soulève la réprobation générale. La police effectue des contrôles sur les routes et des perquisitions aux domiciles d'un certain nombre de militants communistes. Des étudiants et des étrangers sont appréhendés. La tenancière du bistrot que fréquentait le commando donne leur signalement. Le commando décide de se séparer. Brustlein arrive à Paris le 21 octobre au soir. On ne sais pas très bien comment Spartaco et Bourdarias ont quitté la ville de Nantes.
Sur l'attentat et l'enquête policière, voir la page Gilbert Brustlein.

## L'arrestation et la mort
De retour à Paris, Bourdarias est intégré à un groupe dirigé par Louis Coquillet et participe à un certain nombre d'actions : Le 26 novembre, attaque de la librairie allemande de la rue de Rivoli, avec Coquillet, le 2 décembre, attaque du siège du RNP, avec Coquillet et Fabien, le 6 décembre, il est peut-être en protection de Coquillet qui blesse grièvement le lieutenant Rahl, boulevard Pereire. Le 15 décembre, avec Coquillet, jet dans des locaux de la Feldgendarmerie d'un engin, qui n'explose pas. 
Tant la police spéciale que la police municipale sont sur la trace des différents groupes « terroristes ». Le 3 janvier 1942, Coquillet est arrêté, et le 5 janvier 1942, c'est le tour de Marcel Bourdarias. Livré aux allemands, torturé, il est jugé avec vingt-six autres résistants dont Spartaco Guisco lors du Procès de la Maison de la Chimie, le 14 avril 1942, condamné à mort et fusillé au Mont-Valérien le 17 avril 1942.
Marcel Bourdarias a laissé une dernière lettre:

« [...] Chers Amis, Je vous écris une dernière fois pour vous adresser mon adieu. Il est environ 1 heure et à 5 heures je serai fusillé. Donc quelques heures devant moi. Je suis calme et tranquille. Oui pour moi, c’est fini. Je me souviens du bon temps que j’ai passé près de vous et je vous demande de vous en souvenir également. Ne pleurez pas pour moi. Je ne suis pas à plaindre. Mais aimez mon souvenir. »

Une rue d’Alfortville, une rue de Saint-Ouen (93) et une rue de Vénissieux (69) portent le nom de Marcel Bourdarias.